# Alexandre de Bournonville
Alexander de Bournonville, Alexandre von Bournonville, Alexander II Hyppolite; Príncep de Bournonville i comte de Hennin (1616-1691) fou un militar flamenc. Tenia els títols de Mariscal de Camp del Sacre Imperi Romanogermànic, Cavaller de l'Orde del Toisó d'Or, Virrei de Catalunya (1678-1685), i Virrei de Navarra (1686-1691).
El títol de Príncep de Bournonville, un lloc situat a Pas de Calais prop de la frontera amb Bèlgica, va ser guardonat en Madrid (Espanya), pel rei Felip IV d'Espanya el 12 de juliol de 1658, a Alexandre de Bournonville, tercer comte d'Henin Lictard. Bournonville més tard es va establir a Espanya i es va convertir tant Virrei de Catalunya i virrei de Navarra.
El 1684 va haver d'abandonar Barcelona amb l'exèrcit per a la defensa de Girona, sol·licitant als consellers que s'armessin algunes companyies per defensar la ciutat en la seva absència. Llavors, aprofitant l'absència del virrei, el Consell de Cent en col·ligació amb el Braç militar de Catalunya, es va extralimitar en les seves competències i va aixecar una milícia de 46 companyies sota el comandament de capitans seleccionats d'entre els membres del Braç militar de Catalunya, el cos enquadrava un total de 4.500 homes armats, que van assumir de-facto la custòdia de muralles i portals. A la tornada del virrei, estupefacte, va ordenar immediatament el desarmament de la milícia i el lliurament dels símbols de comandament.